# Micrathena cyanospina
Micrathena cyanospina är en spindelart som först beskrevs av Lucas 1835.  Micrathena cyanospina ingår i släktet Micrathena och familjen hjulspindlar. Inga underarter finns listade i Catalogue of Life.